# Nganha
Nganha es una comuna camerunesa perteneciente al departamento de Vina de la región de Adamawa.
En 2005 la comuna tiene 28 443 habitantes.
Se ubica al este de la capital regional Ngaoundéré.

## Localidades
Comprende las siguientes localidades:
- Awa
- 2e Bloc Nyamar
- Bang-Mboum
- Bantahi
- Baoussi
- Bera-Barssaou
- Berem
- Borongo
- Dena
- Digong
- Folifere
- Foundoy-Gaka
- Foundoy-Zom
- Gada Marel
- Gamboukou
- Gamboukou
- Gangassaou
- Gangassaou
- Gop
- Holmbali
- Kandi
- Kgangassaou
- Kobi
- Kona Lemoun
- Koubadje
- Lapia-Didango
- Lougguere-Bah Sambo
- Loumo Na-Ngue
- Majer-Malia
- Mamoum
- Mamoumi
- Mandikoum
- Mandjimi
- Mara-Oussoumana
- Massakbat
- Massakbat
- Mbalag Modibbo
- Mbang-Bouhari
- Mbang-Bouhari
- Mbarang
- Ndigou Hamadjoda (Mbil-Assora)
- Ndouar-Mayo
- Ngan-Ha
- Ngaoubo
- Ngaoumbam
- Nom
- Nyambarang
- Nyassar
- Nyassey
- Nyoukotondou
- Petit Nyassar
- Pock-Bini
- Sadool-Calmet
- Sadool-Yaya
- Samba-Majer
- Sauta
- Seiwa Laoure-Ngaoudamdji
- Sikito
- Toumbere
- Vack
- Wame
- Wame Petit
- Wame Petit
- Warack I
- Warack Mandikoum
- Yenwa